# Războaiele dintre Cnezatul Moscovei și Hanatul Kazanului
 Războaiele dintre Cnezatul Moscovei și Hanatul Kazanului a fost serie de conflicte militare dintre Hanatul Kazanului și Cnezatul Moscovei din 1439 până în 1552, când Kazanul a fost în cele din urmă cucerit de Ivan cel Groaznic și încorporat în statul rus.

## Contextul general

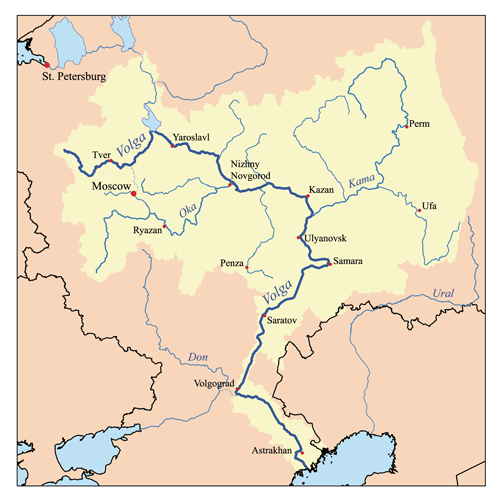
Bazinul fluviului Volga și Moscova, Nijni Novgorod și Kazan

Regiunea Kazanului a fost parte a  Volga-Kama Bolghar (circa 630–1240) și mai apoi din Hoarda de Aur (1240–1438). Locuitorii Kazanului s-au convertit la islam în 921, la 67 ani după creștinarea Rusiei Kievene. Granița dintre Cnezatul Moscovei și Kazan a fost în apropiere de Nijni Novgorod. Terenul la este de Nijni Novgorod era greu de străbătut. Când tătarii organizau atacuri împotriva vecinilor lor, ei atacau mai întâi Nijni Novgorodul, după care se îndreptau spre Murom, Reazan și alte orașe de la sud de Moscova, Moscova fiind atacată de doar două ori. Când rușii atacau Kazanul, ei trimiteau de obicei două armate – una în aval pe Volga și una spre este pe uscat. De-a lungul timpului, Moscova a devenit tot mai puternică, iar luptele s-au mutat tot mai mult spre est. Mai înainte de 1552, rușii nu au făcut nicio încercare să cucerească Kazanul și s-au mulțumit să mențină un han pro-rus. Un han pro-rus aducea pacea în regiune, pe când unul anti-rus ducea la independență și război. În Kazan nu a ajuns la putere o dinastie stabilă. Hanii pro-ruși erau originali în general din Hanatul Qasim, în vreme ce cei anti-ruși erau aduși din Hanatul Crimeii sau alta hanate. În Kazan au existat aproape tot timpul facțiuni pro-ruse, respectiv anti-ruse, dar ele erau relativ instabile. 

## Războaiele lui Vasili al II-lea
În 1439, la un an după fondarea hanatului, primul han al Kazanului, Ulugh Muhammad, a înaintat spre Moscova cu o armată numeroasă. Vasili al II-lea al Moscovei a fugit din capitală și s-a refugiat la vest de Volga. Tătarii au devastat zonele din vecinătatea Moscovei timp de 10 zile și la întoarcerea lor la Kazan au incendiat Kolomna. În timpul acestei expediții militare ei au luat un număr mare de sclavi.
Într-un nou conflict din 1445, hanul Mahmut a cucerit fortăreața strategică de la Nijni Novgorod și a invadat Cnezatul Moscovei. Vasili al II-lea a adunat o armată numeroasă și i-a învins pe tătari în luptele de la Murom și  Gorohoveț. Cneazul s-a considerat victorios, și-a demobilizat forțele și s-a reîntors la Moscova în triumf, unde a aflat că tătarii au asediat din nou Nijni Novgorodul. 
Rușii ai adunat o armată nouă și au înaintat spre Suzdal, unde au făcut joncțiunea cu forțele ruse care părăsiseră Nijni Novgorodul după ce dăduseră foc forțăreței. Pe 6 iunie 1445, rușii și tătarii s-au înfruntat în Bătălia de pe râul Kamenka, în apropiere de Mănăstirea Sfântul Eftimie. Bătălia a fost un succes răsunător pentru tătari, care l-au luat prizonier pe Vasili al II-lea. Au fost necesare patru luni și o răscumpărare enormă pentru a-l elibera pe monarh din captivitate.

## Războaiele lui Ivan al III-lea

### Războaiele cu Hanatul Qasim (1467–1469)

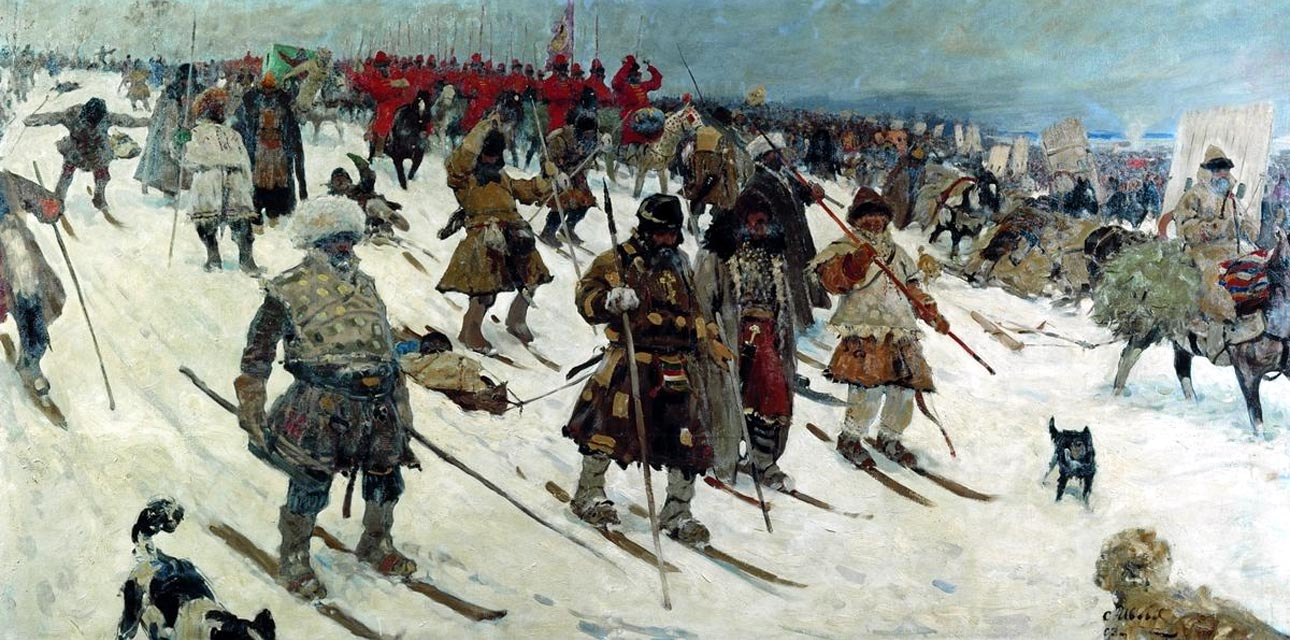
Rușii foloseau în Evul Mediu schiuri pentru deplasarea pe timpul iernii

Pacea fragilă a încetat în 1467, când pe tronul Kazanului s-a urcat  Ibrahim, dar  Ivan al III-lea a sprijinit pretențiile la tron al vasalului lui, Qasim Han. Armata rusă a navigat pe Volga, dar ploile de toamnă și rasputitsa au împiedicat înaintarea forțelor lui Ivan. Când a venit iarna geroasă, generalii ruși au lansat o invazie în regiunea nordică Viatka. Campania a eșuat din cauza lipsei coordonării dintre marile unități.
În anul următor, rușii au plecat în  expediție de la Kotelnici din pădurea Viatka. Au navigat pe râurile Viatka și Kama spre Volga, jefuind pe drum navele comerciale. Ca răspuns, Ibrahim a lansat o contraofensivă, a ocupat orașul Viatka și i-a înrobit locuitorii.
În 1469, rușii au adunat o armată mai puternică, care, organizată în două coloane, a navigat pe Volga și Oka și a făcut joncțiunea la Nijni Novgorod. Rușii au înanintat în aval și au devastat zona din vecinătatea Kazanului, dar nu au îndrăznit să asedieze capitala tătară, deoarece văduva lui Qasim s-a angajat să negocieze o pace avantajoasă cu Ibrahim (fiul ei). Între timp, unitățile din Iaroslavl și Veliki Ustiug au încercat în zadar să recucerească Viatka. După ce negocierile ai eșuat, tătarii s-au ciocnit cu rușii în două bătălii sângeroase, dar cu rezultat indecis.
În toamna anului 1469, Ivan al III-lea a lansat a treia invazie. Comandantul rus, cneazul Daniil Holmski, a asediat Kazanul, a întrerupt alimentarea cu apă a orașului și l-a obligat în cele din urmă pe Ibrahim să capituleze. În urma semnării păcii, tătarii i-au eliberat pe toți etnicii creștini ruși pe care îi luaseră în sclavie în ultimele decenii.

### Asediul Kazanului (1487)
Regiunea Viatka a rămas mărul discordiei dintre Kazan și Moscova pentru mai multe decenii. În 1478, cu puțină vreme înainte de moartea lui, Ibrahim a devastat regiunea. Ivan al III-lea și-a trimis generalii să jefuiască ca represalii regiunea din jurul Kazanului. După moartea lui Ibrahim, la conducerea Kazanului a venit Ilham, iar fratele lui vitreg, Mohammat Amin a fugit la Moscova. Ivan al III-lea i-a permis acestuia din urmă să se așeze la Kashira și i-a promis ajutor pentru ocuparea tronului tătarilor. 

În 1484, rușii l-au pus pe tron pe Mohammat Amin, dar Ilhan a recâștigat domnia doar după un an. În   1487, Ivan a folosit un nou prilej pentru ca să intervină în Kazan și să îl înlocuiască pe Ilhan cu Mohammat Amin. Cneazul Holmski a navigat pe Volga de la Nijni Novgorod și a asediat Kazanul pe 18 mai. Orașul a fost cucerit de ruși pe 9 iunie. Ilhan a fost încarcerat la Vologda o vreme, după care a fost trimis în lanțuri la Moscova. Mohammat Amin a fost proclamat noul han. Ca urmare a acestei campanii victorioase, Ivan al III-lea s-a proclamat „Stăpân al  Bulgariei de pe Volga (Волжская Булгария)”.

### Bătăliile de la Câmpiile Arsk (1506)
Ultimul război din timpul domniei lui Ivan al III-lea a fost provocat de acțiunile văduvei lui Ilhan, care se recăsătorise cu Mohammat Amin pe care l-a convins să își proclame independența față de Moscova 1505. Rebeliunea a izbucnit de sărbătorea creștină a nașterii Sfântului Ioan Botezătorul, când tătarii i-au masacrat pe negustorii și trimișii ruși prezenți la târgul anual din Kazan. O armată numeroasă a tătarilor din Kazan și a nogailor a înaintat spre Nijni Novgorod, asediind orașul. Rușii au respins atacul cu ajutorul a 300 de arcași lituanieni, care fuseseră luați prizonieri în timpul Bătăliei de la Vedroșa și trăiau în captivitate în Nijni Novgorod. Acești arcași au reușit să dezorganizeze avangarda tătarilor – cumnatul hanului a fost ucis, iar hoarda s-a retras.
Moartea lui Ivan a întârziat reizbucnirea conflictelor până în mai 1506, când cneazul Fiodor Belski a condus forțele ruse împotriva Kazanlui. După ce cavaleria tătară i-a atacat forțele din spate, numeroși ruși au fugit sau au murit înecați într-un lac din apropiere (22 mai). Cneazul Vasili Holmski  fost trimis să îl salveze pe Belski. Holmski a reușit să înfrângă forțele tătare în bătălia de pe Câmpia Arsk de pe 22 iunie. Mohammat Amin s-a retras în Turnul Arsk, dar când rușii au început să își sărbătorească în mod prematur victoria, a organizat un atac surpriză, care a provocat o înfrângere devastatoare rușilor (25 iunie). Deși a fost cele mai mari victorii ale tătarilor din ultimele decenii, Mohammat Amin - dintr-un anumit motiv greu de înțeles - a decis să dea ceară pacea și a adus un omagiu succesorului lui Ivan, Vasili al III-lea.

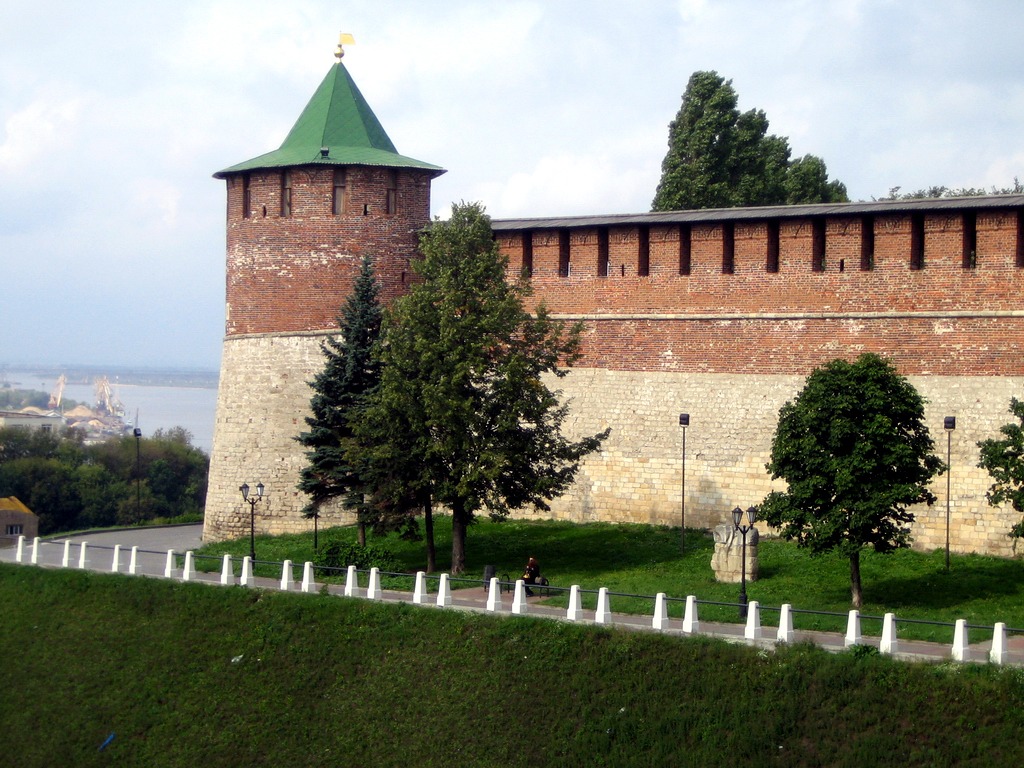
Turnul Koromîslova al kremlinului din Nijni Novgorod, construit în 1500–1511 pentru apărarea împotriva atacurilor tătarilor.

## Războaiele lui Vasili al III-lea
În 1951 a avut loc un nou masacru al negustorilor și reprezentanților ruși rezidenți în Kazan. Vasili al III-lea a luat hotărârea să interzică supușilor lui să mai participe vreodată la târgul din Kazan. În locul acestuia, a fost inaugurat târgul de lângă Mănăstirea Makariev (în aval de Nijni Novgorod), care a dus la scăderea puternică a prosperității economice a Kazanului, contribuind astfel la prăbușirea ulterioară a acestuia. 
În 1524, cneazul Ivan Belski a condus un atac al unei armate cu efective de 150.000 de oameni împotriva capitalei tătarilor. Această campanie a fost descrisă de ambasadorul Herberstein. Armata rusă a petrecut 20 de zile într-o tabără pe o insulă din fața Kazanului, așteptând sosirea cavaleriei. În acest timp a sosit vestea că o parte a cavaleriei a fost înfrântă, iar vasele cu provizii au fost capturate de tătari. În aceste condiții, deși armata suferea de foame, Belski a început asediul, iar tătarii au inițiat în scurtă vreme tratative pentru încetarea conflictului. Belski a acceptat  termenii propuși de tătari și a părăsit rapid orașul, îndreptându-se spre Moscova.
Cneazul Belski organizat o nouă campanie împotriva Kazanului în iulie 1530. Între timp, hanul își fortificase capitala și construise un nou zid de apărare, dar rușii au reușit să incendieze orașul și să masacreze populația (după cum spun cronicile ruse). Hanul Safagäräy s-a retras la Arsk. Tătarii au cerut pacea și au fost de acord ca rușii să numească hanul. Țarul l-a pus pe tron pe fratele mai mic a lui Șahğäli ,  Canğäli. Acesta din urmă avea să fie asasinat în 1535 de o facțiune a tătarilor anti-ruși. 
Cronicile ruse au înregistrat aproape patruzeci de atacuri ale hanilor tătari asupra teritoriilor ruse (în special în regiunile Nijni Novgorod, Murom, Viatka, Vladimir, Kostroma, Galici) în prima jumătate a secolului al XVI-lea. Aproape o jumătate dintre toate aceste raiduri au avut loc în deceniile al patrulea și al cincilea al secolului al XVI-lea. Cela mai devastatoare atacuri ale tătarilor din Kazan au avut loc în 1521, 1522, 1533, 1537, 1538, 1539, 1540 și 1541.

## Războaiele lui Ivan al IV-lea (cel Groaznic)

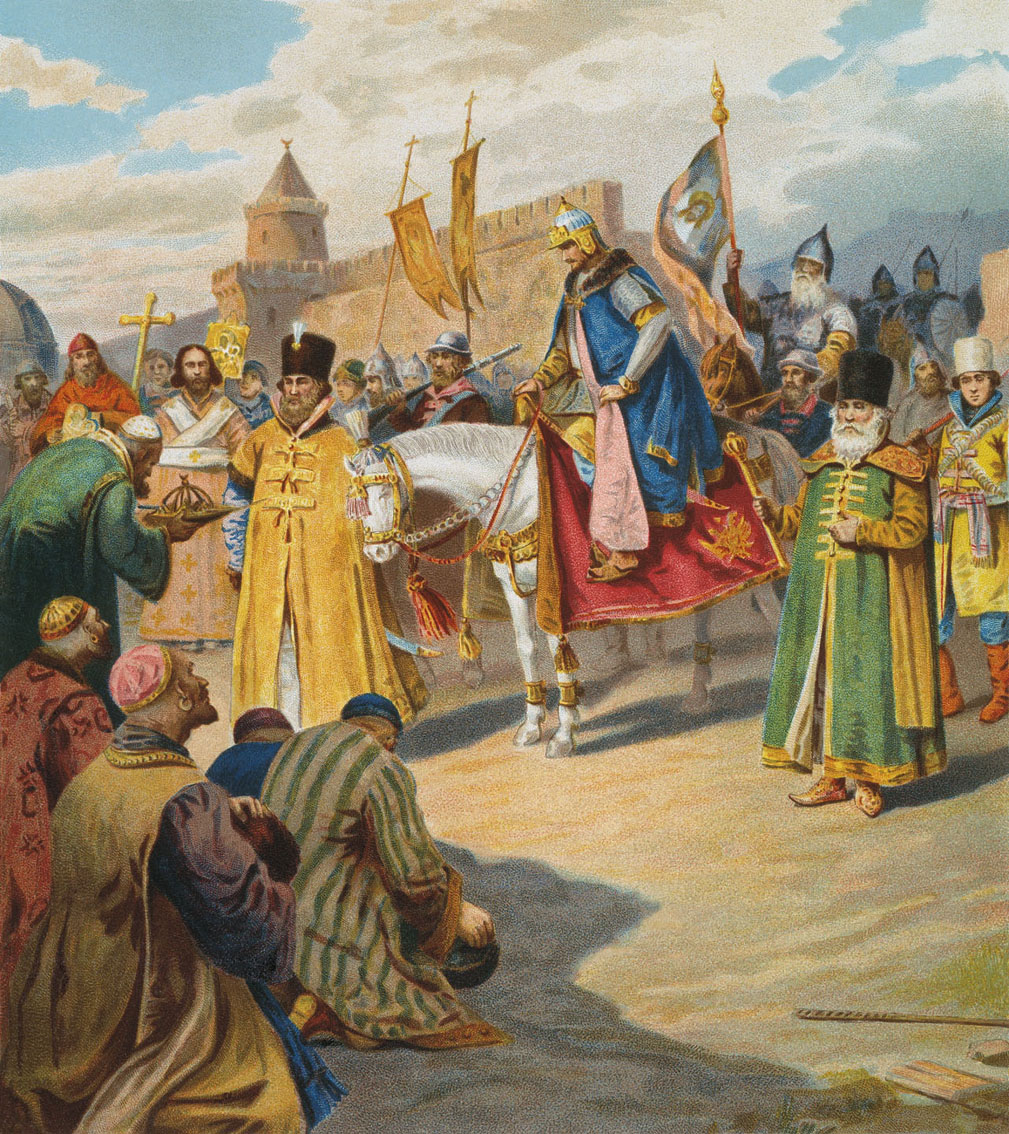
Ivan cel Groaznic în fața zidurilor Kazanului

În timpul minoratului lui Ivan al IV-lea, luptele la frontieră au continuat fără întrerupere, dar atât țarul cât și hanul au evitat să își angajeze trupele în războaie deschise. În 1536, armatele rușilor și tătarilor s-au întâlnit lângă Lîskovo, dar bătălia a fost evitată. În anii următori, hanul din Crimeea a făcut o alianță ofensivă cu Safagäräy al Kazanului, ruda sa. Când Safagäräy a invadat teritoriile moscovite în decembrie, ruși s-au folosit de alianța cu tătarii qasim ca să oprească atacul. După ce înaintarea trupelor de sub comanda lui au fost oprite lângă Murom, Safagäräy  fost forțat să se retragă în hanatul lui. 

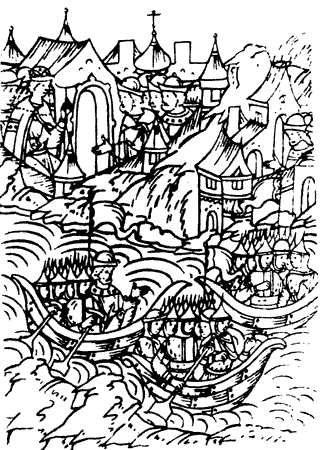
Trupele ruse plecând spre Kazan în 1545 (desen dintr-un manuscris contemporan).

Aceste eșecuri au subminat autoritatea lui Safagäräy  în Kazan. Șahğäli și gruparea pro-rusă al cărui exponent era au obținut suficient sprijin popular pentru ca să uzurpe tronul de mai multe ori. În 1545, Ivan cel Groaznic a organizat o expediție pe fluviul Volga, mai mult o demonstrație de putere care să arate sprijinul pentru facțiunea pro-rusă. În campaniile din 1547-1548 și 1549-1550 au avut același caracter demonstrativ, fără realizări mari. 
În 1551 a început elaborarea unor planuri complexe pentru cucerirea Kazanului. Țarul a obținut neutralitatea nogailor în războiul care urma să aibă loc. 
Beii din Udmurtia s-au supus autorității rușilor și au devenit aliații lor. În 1551, fortul din lemn din Sviaajsk a fost încărcat pe plute în Uglici și a fost transportat în aval până în dreptul Kazanului. Fortul a fost utilizat ca punct loc de adunare a armatelor ruse în timpul campaniei decisive din 1552. 

## Cucerirea Kazanului (1552)
Pe 16 iunie 1552, țarul Ivan cel Groaznic a pornit în marș în fruntea unei armate de 150.000 de oameni spre Kolomna. Rușii au respins armata tătarilor crimeeni conduși de Devlet Ghirai în apropiere de Tula, după care și-a continuat marșul spre est. Asediul capitalei tătarilor a început pe 30 august. Asediul a fost condus de cneazul Alexandr Borbatîi-Șuiski. În timpul asalturilor asupra fortificațiilor, rușii au folosit berbeci, turnuri de asediu, 150 de tun și au săpat tuneluri pentru minarea zidurilor de apărare. În timpul asediului, rușii au folosit în mod eficient numeroși geniști.
from the Grand Duchy of Lithuania, and the English engineer Butler.
Rușii au blocat sursele de aprovizionarea cu apă ale asediaților și au reușit să facă mai multe spărturi în zidurile de apărare. În cele din urmă, pe 2 octombrie, rușii au luat cu asalt Kazanul, i-au distrus fortificațiile și au masacrat numeroși civili. În „Letopisețul Kazanului” este descrisă uciderea a 110.000 de civili și militari tătari și eliberarea unui număr de 60.000-100.000 de ruși ținuți în sclavie de tătari. 
Cucerirea Kazanului a avut ca efect principal întărirea controlului Moscovei asupra cursului mijlociu al fluviului Volga. Doi ani mai târziu, bașchirii au acceptat suzeranitatea lui Ivan cel Groaznic. 
Țarul a sărbătorit victoria asupra Kazanului prin construirea mai multor biserici cu influențe orientale, cea mai faimasă fiind  Catedrala Sfântul Vasile din Piața Roșie din Moscova. 
După căderea Kazanului, a început în regiune un război de gherilă care a durat până în 1556, când au fost înfrânți ultimii rebeli. Țarul a răspuns cu o politică de creștinare și rusificare a supușilor săi tătari și a altor popoare indigene, o abordare care nu a fost abandonată decât în vremea domniei  Ecaterinei a II-a (cea Mare) (1762–1796)..

## Nots
1. ↑  Jaroslaw Pelenski (1974). Russia and Kazan: Conquest and Imperial Ideology (1438-1560s). Mouton. p. 24.
2. ↑  Martin 1995, p. 243.
3. ↑  Fennell 1962, p. 22.
4. ↑  Bosworth 2007, p. 280.
5. ↑  Solovʹev 1976, p. 87.
6. ↑  The Full Collection of the Russian Annals, vol.13, SPb, 1904
7. ↑  Nossov, Konstantin (2012). „Kazan 1552”. Russian Fortresses 1480-1682. Osprey Publishing. p. 53. ISBN 9781780969848. Accesat în 3 noiembrie 2015. A doua zi, 31 august, rușii au început să excaveze simultan patru galerii de minare. Lucrarea a fost realizată sub supravegherea unui inginer străin, Nemchin Rozmysl.[nefuncțională]
8. ↑  
Худяков, М. Г. (1923). „Война за независимость. Падение ханства” [The war for independence. Fall of the Khanate.]. Очерки по истории Казанского ханства [Notes on the history of the Khanate of Kazan] (în rusă). Moscow: ИНСАН, Совет по сохранению и развитию культур малых народов (publicat la 1991). p. 151. ISBN 5-85840-253-4. Accesat în 3 noiembrie 2015. Русское правительство позаботилось о том, чтобы поставить осадное дело наравне с западно-европейской техникой, и руководителем минных подкопов был, по преданию, английский инженер по фамилии Бутлер. (Conducerea rusă s-a străduit să pună cazul asediului în echilibru cu tehnologia vest-europeană și, potrivit tradiției, liderul operațiunilor miniere a fost un inginer englez pe nume Butler.)
9. ↑  tt Enciclopedia Tătară. Kazan: Academia de Științe a Republicii Tatarstan. Institutul pentru Enciclopedia Tătară. 2002.